# Gladiolus acuminatus
Gladiolus acuminatus är en irisväxtart som beskrevs av F.Bolus. Gladiolus acuminatus ingår i släktet sabelliljor, och familjen irisväxter. Inga underarter finns listade i Catalogue of Life.